# Stempellina subglabripennis
Stempellina subglabripennis är en tvåvingeart som först beskrevs av Lars Zakarias Brundin 1947.  Stempellina subglabripennis ingår i släktet Stempellina och familjen fjädermyggor. Arten är reproducerande i Sverige. Inga underarter finns listade i Catalogue of Life.